# Жан-Батист-Еме Жозеф Жансон
Жан-Батист-Еме Жозеф Жансон (фр. Jean-Baptiste-Aimé Joseph Janson; 1742, Валансьєн — 2 вересня 1803, Париж) — французький віолончеліст і композитор.
Учень Мартена Берто. У 1767–1771 роках придворний музикант спадкоємця герцога Брауншвейзького, який жив у той час в Італії. У 1780-х роках жив і працював у Гамбурзі та інших німецьких містах, гастролював у Данії, Швеції та Польщі. З 1789 року знову в Парижі як придворний музикант одного з членів королівського дому. Після заснування Паризької консерваторії став першим професором віолончелі у ній; серед учнів Жансона був, зокрема, його майбутній наступник на цій посаді Шарль Бодіо.
У доробку Жансона ряд віолончельних сонат і концертів. Один із цих концертів було записано Яношем Штаркером.